# Vår kokbok
Vår kokbok är en klassisk svensk kokbok utgiven första gången 1951 av KF:s Provkök och kostade då femton kronor. Syftet var att man vill ge ut en billig kokbok som skulle vara pedagogisk och lättanvänd. Varje recept rymdes på en sida. Boken har blivit norm för senare kokböcker. Det var den första svenska kokbok där den fyrdelade måttsatsen samt stektermometrar användes i recept. Den senaste upplagan av Vår Kokbok, den 28:e i ordningen, gavs ut 2021 av Bokförlaget Norstedts. 2015 utkom på Norstedts förlag Vår kokbok vegan av Sara Begner.

## Upplagor
| Upplaga | År   | Redaktörer                                                  |
| ------- | ---- | ----------------------------------------------------------- |
| 1       | 1951 | Anna-Britt Agnsäter                                         |
| 2       | 1953 | Anna-Britt Agnsäter, Greta Bergström, Ingrid Vigant         |
| 3       | 1957 | Anna-Britt Agnsäter                                         |
| 4       | 1960 | Anna-Britt Agnsäter                                         |
| 5       | 1962 | Anna-Britt Agnsäter                                         |
| 6       | 1963 | Anna-Britt Agnsäter                                         |
| 7       | 1964 | Anna-Britt Agnsäter                                         |
| 8       | 1969 | Anna-Britt Agnsäter                                         |
| 9       | 1969 | Anna-Britt Agnsäter                                         |
| 10      | 1973 | Anna-Britt Agnsäter                                         |
| 11      | 1975 | Anna-Britt Agnsäter                                         |
| 12      | 1978 | Anna-Britt Agnsäter                                         |
| 13      | 1982 | Anna-Britt Agnsäter                                         |
| 14      | 1986 | Kerstin Henrikson-Abelin, Barbro Lindgren, Brigitta Andrews |
| 15      | 1989 | Kerstin Henrikson-Abelin, Barbro Lindgren, Brigitta Andrews |
| 16      | 1991 | Barbro Lindgren, Brigitta Andrews                           |
| 17      | 1993 | Barbro Lindgren, Brigitta Andrews                           |
| 18      | 1993 | Barbro Lindgren, Brigitta Andrews                           |
| 19      | 1994 | Barbro Lindgren, Brigitta Andrews                           |
| 20      | 1996 | Barbro Lindgren, Brigitta Andrews                           |
| 21      | 1997 | Barbro Lindgren, Brigitta Andrews                           |
| 22      | 1999 | Barbro Lindgren, Brigitta Andrews                           |
| 23      | 2001 | Barbro Lindgren, Brigitta Andrews                           |
| 24      | 2005 | Barbro Lindgren, Brigitta Andrews                           |
| 25      | 2009 | Sara Begner                                                 |
| 26      | 2013 | Sara Begner                                                 |
| 27      | 2017 | Sara Begner                                                 |
| 28      | 2021 | Sara Begner, Anna K. Sjögren                                |

Under 2000-talet har också varianterna Vår kokbok vegan, Vår kokbok hälsa och Vår kokbok student getts ut. 